# ناتشو مونسالفي
ناتشو مونسالفي (بالإسبانية: Ignacio Monsalve Vicente)‏ (27 أبريل 1994 بمدريد في إسبانيا - ) هو لاعب كرة قدم إسباني في مركز الدفاع. لعب مع أتلتيكو مدريد ب وأتلتيكو مدريد وأتلتيكو مدريد ج.

## روابط خارجية
- ناتشو مونسالفي على موقع قاعدة بيانات كرة القدم.إي يو (الإنجليزية)
- ناتشو مونسالفي على موقع Soccerbase.com (لاعب) (الإنجليزية)
- ناتشو مونسالفي على موقع Soccerway.com (الإنجليزية)
- ناتشو مونسالفي على موقع عالم كرة القدم.نت (الإنجليزية)
- ناتشو مونسالفي على موقع AS.com (الإسبانية)